# Poecilimon geoktschajcus
Poecilimon geoktschajcus is een rechtvleugelig insect uit de familie sabelsprinkhanen (Tettigoniidae). De wetenschappelijke naam van deze soort is voor het eerst geldig gepubliceerd in 1910 door Stshelkanovtzev.